# إيد وين
إيد وين (بالإنجليزية: Ed Wynn )‏ (و. 1886 – 1966 م) هو ممثل تعبيري، وممثل مسرحي، وممثل أفلام، وممثل تلفزي، ومقدم برامج إذاعية أمريكي، ولد في فيلادلفيا، توفي في بيفرلي هيلز كاليفورنيا، عن عمر يناهز 80 عاماً، بسبب سرطان المريء.

## جوائز وترشيحات
حصل على جوائز منها:
جوائز
- دزني ليجندز (2013)

ترشيحات
- جائزة الأوسكار لأفضل ممثل مساعد، عن عمل: يوميات آن فرانك (1959)

ترشح لـ:
- جائزة الأوسكار لأفضل ممثل مساعد، عن عمل: يوميات آن فرانك (1959).

## وصلات خارجية
- إيد وين على موقع IMDb (الإنجليزية)
- إيد وين على موقع الموسوعة البريطانية (الإنجليزية)
- إيد وين على موقع ألو سيني (الفرنسية)
- إيد وين على موقع ميوزك برينز (الإنجليزية)
- إيد وين على موقع تيرنر كلاسيك موفيز (الإنجليزية)
- إيد وين على موقع أول موفي (الإنجليزية)
- إيد وين على موقع قاعدة بيانات برودواي على الإنترنت (الإنجليزية)
- إيد وين على موقع قاعدة بيانات الأفلام السويدية (السويدية)
- إيد وين على موقع إن إن دي بي (الإنجليزية)
- إيد وين على موقع ديسكوغز (الإنجليزية)